# サン＝ローラン＝デュ＝マロニ郡
サン＝ローラン＝デュ＝マロニ郡（サン＝ローラン＝デュ＝マロニぐん、フランス語: Arrondissement de Saint-Laurent-du-Maroni）は、フランスの海外県ギュイヤンヌ県（フランス領ギアナ）の郡。東をカイエンヌ郡、南東をサン＝ジョルジュ郡、南をブラジル、西をスリナムと接する。郡庁所在地はサン＝ローラン＝デュ＝マロニ。面積は40,945平方キロメートル、人口は97,568人（2021年推定）。

## 歴史
1969年3月17日に創設された。
2015年、ギュイヤンヌ県は単一地方公共団体（Collectivité territoriale unique）に移行し、小郡が廃止された。

## コミューン
2022年現在、サン＝ローラン＝デュ＝マロニ郡には8のコミューンが属している。郡とコミューンの中間に位置する小郡は現存しない。
- アパトゥ
- アワラ＝ヤリマポ（英語版）
- グラン＝サンティ（英語版）
- マナ（英語版）
- マリパスラ（英語版）
- パパイシトン（英語版）
- サン＝ローラン＝デュ＝マロニ
- サイル（英語版）

## 小郡（廃止）
かつてサン＝ローラン＝デュ＝マロニ郡は3の小郡（カントン）に区分されていた。2015年、ギュイヤンヌ県の小郡はすべて廃止された。
- マナ小郡（英語版）
- マリパスラ小郡（英語版）
- サン＝ローラン＝デュ＝マロニ小郡（英語版）